# Togdheer

Pozice Togdheeru v Somálsku

Togdheer je správní oblast (region) v severozápadním Somálsku. Hlavním městem je Burco (Burao). Je ohraničený Etiopií a somálskými regiony Woqooyi Galbeed, Sanaag a Sool. Togdheer je jedním ze šesti regionů mezinárodně neuznané republiky Somaliland v severním Somálsku. Název regionu je odvozen od řeky Togdheer. 

## Města
- Balidhiig
- Burco
- Buuhoodle
- Oodwayne
- Sheikh
- Dhoqoshey
- Sibidhley
- Dhagaxdheer
- Beer
- Harashiikh
- Waraabeeye
- Ina-Afmadoobe
- Kabadheere

## Hraniční spory s Puntlandem
- Vláda Puntlandu si nárokuje oblast jihovýchodního Togdheeru kolem města Buuhoodle.